# 全国連合小学校長会
全国連合小学校長協会（ぜんこくれんごうしょうがっこうちょうきょうかい）は、東京都港区西新橋1-22-14に本部を置く国公立の小学校、義務教育学校小学部、特別支援学校初等部の校長、教育機関の代表者等の団体である。初等教育に関する調査研究、振興を目的とする。会長は、喜名朝博。